# Cesta kolem světa s Ondřejem Sokolem a Lukášem Pavláskem
Cesta kolem světa s Ondřejem Sokolem a Lukášem Pavláskem je český televizní pořad vysílaný od 31. srpna 2020 do 16. listopadu téhož roku na stanici Prima Cool.
Natáčení probíhalo od března do července 2018. Během natáčení bylo nalétáno přibližně 125 000 kilometrů. Celkem byly natočeny stovky hodin materiálu. Natáčelo se ve Spojených arabských emirátech, Japonsku, Austrálii, Spojených státech amerických, Kolumbii, Maroku, Švýcarsku a Maledivách. Tento pořad měl být podle televize Prima cestopisný seriál, ale vznikl z něj „dokument o nepovedeném natáčení cestopisu“. Celkem bylo odvysíláno 12 dílů.

## Kritika
- ČSFD, 36 %